# Савицкий, Кирилл Владимирович
Кирилл Владимирович Савицкий (род. 9 марта 1995, Усть-Каменогорск) – казахстанский хоккеист, нападающий клуба КХЛ «Барыс» и сборной Казахстана.

## Биография
К. В. Савицкий – воспитанник усть-каменогорского хоккея. Начиная с сезона 2011/12 года играет в ВХЛ в составе  ХК «Казцинк-Торпедо» (Усть-Каменогорск). Сыграл в 59 играх.
В играх чемпионата Казахстана в составе ХК «Казцинк-Торпедо-2» сыграл в 103 играх и набрал 27+34 очков по системе «гол+пас».
Участник двух юношеских и четырёх молодёжных чемпионатов мира.
С декабря 2016 года выступает за Номад (Астана).

## Достижения

### Командные
- 2 место на чемпионате мира (дивизион 1B, U18) - 2012
- 2 место на чемпионате мира (дивизион 1B, U20) - 2012
- 1 место на чемпионате мира (дивизион 1B, U18) - 2013
- 2 место на чемпионате мира (дивизион 1B, U20) - 2013
- 2 место на чемпионате мира (дивизион 1B, U20) - 2014
- 1 место на чемпионате мира (дивизион 1B, U20) - 2015
- 1 место на еврочелендж кубке 2016
- 2 место на зимней универсиаде 2017
- 1 место на зимних азиатских играх 2017

### Личные
- Лучший нападающий на чемпионате мира (дивизион 1B, U20) - 2014
- Лучший ассистент на чемпионате мира (дивизион 1B, U20) - 2014
- Лучший нападающий на чемпионате мира (дивизион 1B, U20) - 2015